# 邵齐焘
邵齊燾（1718年—1768年），字荀慈，号叔山，江苏常熟人。

## 生平
生于康熙五十七年（1718年），少年聰明，好讀書。乾隆七年（1742年）進士，授翰林院庶吉士。官至编修。四十歲不到即罷官歸里。主講常州龍城書院，有學生黃景仁、洪亮吉等人。帝南巡，齐焘同题颂赞，後以疾辞不赴。
乾隆三十三年（1768年）卒，享年五十一岁。葬虞山南麓破山寺（今兴福寺）东。著有《玉芝堂詩文集》九卷。

## 延伸阅读
[在维基数据编辑]
 《清史稿·卷485》，出自趙爾巽《清史稿》